# Aldo Catalani
Aldo Catalani (Roma, 29 agosto 1934) è un ex calciatore italiano, di ruolo centrocampista.

## Carriera
Gioca quasi tutta la carriera nella Reggiana a parte una stagione al Monza. Conta 93 presenze e 19 gol in Serie B e 82 presenze e 19 gol in Serie C.

## Palmarès

### Giocatore

#### Competizioni nazionali
- IV Serie: 1

Reggiana: 1955-1956
- Serie C: 1

Reggiana: 1957-1958